# 越智貴雄
越智 貴雄（おち たかお、1979年1月10日 - ）は、パラリンピックスポーツ、切断ヴィーナスを撮影し続ける日本の写真家。

## 人物
1979年（昭和59年）大阪府大阪市東住吉区に生まれ、小学校の時に大阪府藤井寺市に引っ越し、大阪芸術大学写真学科を卒業する22歳までを過ごす。子供の頃はおっとりした性格でとても引っ込み思案で目立つのが嫌いだった。写真を撮られるのが大の苦手だったが、中学生の時に、写真を撮る側にまわればいいと気づき、撮影を引き受けるようになった。高校生の時に初めて一眼レフのカメラを買い、出かけるのが大好きな父の影響もあり、JRの青春18きっぷを駆使して東北から九州まで一人旅三昧をした。その旅で撮影した写真を写真コンテストに応募するようになり、入賞した賞金でカメラ機材やフィルムを買うという写真づけの高校生活を送った。写真コンテストでたびたび入賞していた事や大阪芸術大学が自宅近くにあったこともあり、大阪芸術大学写真学科に進学した。
　大学時代には、幾島健太郎さんという親友ができ、ドキュメンタリー写真を専門にするきっかけをもらった。高校生までは国内だけだった行動範囲が大学では海外まで撮影に行くようになった。引っ込み思案の性格は変わらなかったが、カメラを持つとコミュニケーションがとれるようになり、カメラは旅の相棒以上の特別な存在になった。大学のゼミは報道写真を勉強。ゼミの原見政男教授は元新聞社の報道カメラマンで、オリンピックを撮影した経験もあり「オリンピックはすごいんだよ。世の中を変える力があるんだ」と授業で熱く語っていた。その話を何度も聞いているうちにオリンピックに興味を持ち、シドニーオリンピックを現地で撮影するために、大学2年生の時、大学を１年間休学してアルバイトで貯めたお金を握りしめ、オーストラリアに渡った。
　シドニーの語学学校に通いながら、シドニーの支局や日本の新聞や雑誌社などに撮影の売り込みをかけた。ある新聞社から取材の依頼が入ったのだが、オリンピック大会の取材ではなく開会直前までの周辺取材だったため、オリンピック大会には、チケット売場に連日並びチケットを買って観客として会場に入った。オリンピック終了後に同じ新聞社からパラリンピック大会の撮影を正式に依頼され、飛び上がるほど喜んだ。当時はパラリンピックを殆ど何も知らず、障害のある人と接した経験もほとんどなかったので、どう接したら良いかわからず、開催前に不安と緊張が大きくなった。しかし、開会式の入場選手のはじける笑顔や踊る様子に驚き、競技の激しさと想像を超えるパフォーマンスに度肝を抜かれ、気がつくと凄いパフォーマンスをするカッコいい選手に惹かれ、無我夢中で撮影をしていた。
　オーストラリアから帰国後、パラリンピックの凄さや面白さを伝えようと、銀座ニコンサロンで写真展を開催した。写真展の来場者から「障害のある人にこんな激しいスポーツをさせていいの？」「障害が重くなったりしないの。かわいそう」と言われ、大きなショックを受ける。現地で感じた凄さや面白さが写真で伝わっていないのが悔しくて、自分が情けなくて、選手に申し訳ない気持ちになった。その出来事がきっかけで、パラスポーツの国内外の大会に行って撮影するのがライフワークのようになる。大学を卒業後、東京にある新聞社のカメラマンとして経験を積んだ後、フリーランスになる。
　2004年にパラスポーツの魅力をもっと多くの人に伝えたいとパラスポーツ専門メディア「カンパラプレス」（五感でパラを感じて欲しいという意味）を立ち上げ、様々なメディア媒体に記事や写真を配信している。2012年には、パラ陸上女性アスリートの競技資金集めの為の「セミヌードカレンダー」を１万部出版し、国内外で話題となる。2014年、写真集「切断ヴィーナス」を出版し、2015年、写真集のモデルになった義足の女性たちのファッションショー「切断ヴィーナスショー」を開催し世界中で報道され話題となる。2016年、リオデジャネイロパラリンピック閉会式でのフラッグハンドオーバーセレモニーで、越智貴雄写真集「切断ヴィーナス」の写真が使用される。2020年8月25日、新型コロナウィルスの影響で幻のパラリンピック開会式となった日に合わせて、イベント「切断ヴィーナスショー2020」を生ライブ配信し、世界中でニュースに取り上げられる。同日に「切断ヴィーナスチャリティーカレンダー2021」を発売し、売上金全額を医療従事者に寄付する。2021年11月、第二弾の写真集「切断ヴィーナス２」を出版する。
　写真は、国内外での報道・広告・CMなど数多くの媒体で使用されている。写真集出版、連載コラム執筆、義足女性のファッションショー「切断ヴィーナスショー」や写真展「感じるパラリンピック」「切断ヴィーナス」なども多数開催している。NHKBS「パラ×ドキッ！」レギュラー解説出演、NHK「クローズアップ現在＋」、NHK「おはよう日本」、NHKラジオ第１「ラジオ深夜便」ほかテレビ・ラジオへの出演歴多数。

## 活動リスト

### 写真集
- 『切断ヴィーナス』白順社、2014年(ISBN 9784834401394)
- 『あそどっぐの寝た集』白順社、2017年(ISBN 9784834402155)
- 『切断ヴィーナス２』白順社、2021年11月1日発売(ISBN 9784834402834)

### カレンダー
- 『中西麻耶セミヌードカレンダー』／2012年3月〜2013年4月
- 『切断ヴィーナスチャリティーカレンダー2021』／2021年1月-2021年12月

### 書籍
- 『チェンジ！〜パラアスリートを撮り続けて、ぼくの世界は変わった』くもん出版、2020年(ISBN 9784774331621)

### コラム
- 毎日新聞 「月刊パラ　パラスポーツからの贈り物」
- NHK東京2020パラリンピック「越智貴雄　感じるパラリンピックGallery」

### 書籍（大型本）
- 『パラアスリートたちの挑戦1巻〜進化する道具で挑戦！』童心社、2020年(ISBN 9784494018574)
- 『パラアスリートたちの挑戦2巻〜開発された競技に挑戦！』童心社、2020年(ISBN 9784494018581)
- 『パラアスリートたちの挑戦3巻〜選手の目となり手となり足となる』童心社、2020年(ISBN 9784494018598)
- 『パラアスリートたちの挑戦4巻〜夢を追うパラアスリート』童心社、2020年(ISBN 9784494018604)
- 『パラアスリートたちの挑戦5巻〜信じる気持ちが世界を変えていく』童心社、2020年(ISBN 9784494018611)

## 写真展
- 2001年5月「魂の瞬間」シドニーパラリンピック2000／銀座ニコンサロン
- 2007年10月「感じるパラリンピック」／富士フイルムフォトサロン東京
- 2012年10月「感じるパラリンピック」／富士フイルムフォトサロン
- 2013年3月「中西麻耶」／ハッセルブラッド・ジャパンギャラリー
- 2013年4月「切断ヴィーナス」／ハッセルブラッド・ジャパンギャラリー
- 2014年10月「障がい者アスリート」／凸版印刷博物館1Fエントランス
- 2014年12月「障がい者アスリート」&「切断ヴィーナス」／日本科学未来館1F
- 2015年9月「切断ヴィーナス」／大阪グランフロント
- 2018年12月「切断ヴィーナス」／虎ノ門ヒルズ
- 2019年9月「輝く女性アスリートたち」／荒川区役所１F

## 受賞
- 富士フォトサロン新人賞2007 奨励賞
- 第13回「ヤマハ発動機スポーツ振興財団 スポーツチャレンジ賞」奨励賞、2021年[4]